# Петровский, Фёдор Александрович
Фёдор Алекса́ндрович Петро́вский (21 апреля 1890 — 27 апреля 1978) — российский и советский филолог-классик, преподаватель древних языков, известный переводчик античных авторов.

## Биография
Отец, Петровский Александр Григорьевич — главный санитарный врач Москвы, мать — Сухотина Дарья Николаевна. Дядя советского учёного А. П. Петровского.
Учился в 5-й Московской гимназии. Затем учился на историко-филологическом факультете Московского университета; его учителями были А. А. Грушка, М. М. Покровский и С. И. Соболевский.
Начав преподавать в Московском университете Ф. А. Петровский стал читать со студентами оды Горация, но, не успев даже принять зачёта по своему курсу, был уволен с кафедры классической филологии сразу же после того, как заведование ею перешло к Н. Ф. Дератани.
В 1918 году подписал обращение в ВЧК от имени Правления общества младших преподавателей университета в защиту арестованного философа И. А. Ильина. В мае 1925 года был впервые арестован без предъявления обвинения. Через месяц из-под стражи освобожден. Вторично арестован в октябре 1929 года как «участник антисоветской группировки в Государственной академии художественных наук (ГАХН)». По постановлению особого совещания при коллегии ОГПУ от 20 ноября 1929 года приговорен к высылке в Северный край сроком на три года; был отправлен в Архангельск. По ходатайству Помполита через 2 года был досрочно освобожден, вернулся в Москву, продолжил научную и преподавательскую работу. Работал в Институте мировой литературы заведующим сектором античной литературы.
Ему принадлежат переводы «Сна Сципиона» Цицерона, сатир Ювенала (в соавторстве с Д. С. Недовичем) и Персия, эпиграмм Марциала, «Апофеоза божественного Клавдия» Сенеки, анонимного латинского «Завещания поросёнка», сатиры Сульпиции Младшей, «Кубышки» Плавта, издание Лукреция с параллельным стихотворным русским переводом и обширными комментариями, ставшее одним из наиболее авторитетных изданий (1946—1947), полный комментированный перевод сочинения Витрувия «Об архитектуре» (М., 1936), книга «Латинские эпиграфические стихотворения» (1962), представляющая собой сборник надписей, снабжённых переводом и комментарием, ряд глав в двухтомной «Истории римской литературы», а также переводы фрагментов произведений многих греческих и римских авторов, включённые в сборники «Античные авторы об искусстве» (М., 1938), «Греческие эпиграммы» (М.; Л., 1935), «Архитектура античного мира» (сост. В. П. Зубов, Ф. А. Петровский; М., 1948), средневековых «Утопии» Мора и «Город Солнца» Кампанеллы.

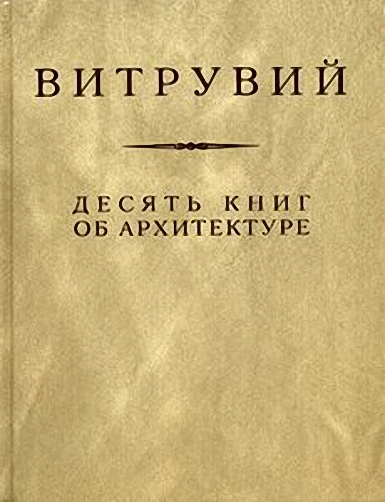
1936 год

Ф. А. Петровский собрал коллекцию монет, которая находится в ГМИИ; входил в состав редколлегии серии «Литературные памятники».

## Некоторые статьи
- Возникновение проблемы о природном даровании и мастерстве в антич. литературе // «Eirene», [т. 2]. Praha, 1964;
- Крылов и античная басня // Язык и стиль античных писателей, Л., 1966;
- Античные мотивы в комедии Островского «Не было ни гроша, да вдруг алтын» // Культура античного мира. М., 1966.

О нем:
- К 75-летию Ф. А. Петровского // «ВДИ», 1965, № 3.

## Комментарии
1. ↑  Некоторые источники отмечают, что он преподавал и в Костромском университете — классическую философию.
2. ↑  В 1935 году по делу «Немецкой фашистской организации (НФО) в СССР» был арестован его брат Михаил Александрович, сослан в Томск, там вновь арестован и вскоре расстрелян. По этому же делу были арестованы известные учёные Г. Г. Шпет и А. Г. Габричевский. Их фамилии, в числе прочих, значились на титульном листе первого тома немецко-русского словаря, под фамилией главного редактора, Л. Б. Каменева, и это, может быть, определило их судьбы.